# Sciuscia (film)

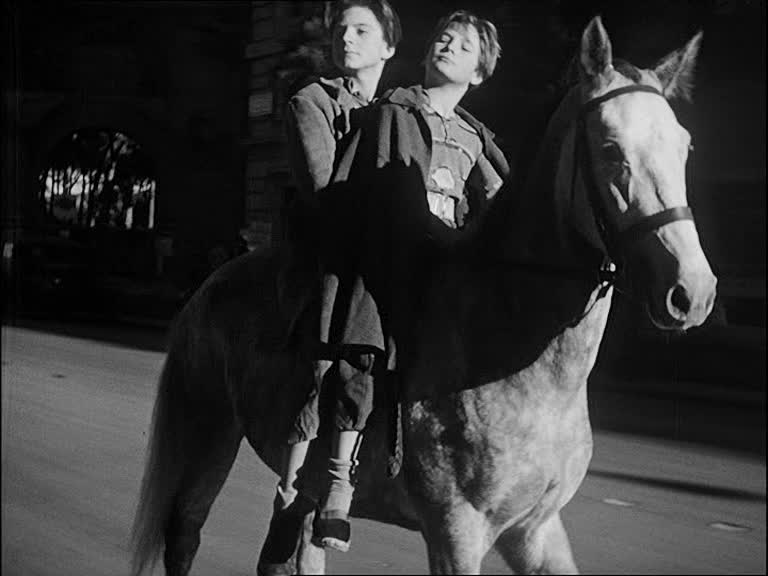
Pasquale (Franco Interlenghi) și Giuseppe (Rinaldo Smordoni) pe calul lor.

Sciuscia (titlul original: în italiană Sciuscià) este un film dramatic italian, realizat în 1946 de regizorul Vittorio De Sica, protagoniști fiind actorii Franco Interlenghi, Rinaldo Smordoni, Annielo Mele, Bruno Ortenzi. 
Considerat unul dintre capodoperele neorealismului italian, a fost primul film care a câștigat Oscar pentru cel mai bun film străin, de asemenea premiat cu Premiul Oscar onorific cu următoarea motivație:
„Calitatea înaltă a acestui film, arătat elocvent într-o țară vătămată de război, este o dovadă a lumii că spiritul creator poate triumfa asupra adversității. ”—
Tratează problemele legate de copii și viața dificilă pe care sunt nevoiți să o ducă pentru a supraviețui perioadei complicate de după război. „Sciuscià” (derivat din englezescul shoe-shine), este un termen în dialect napolitan, acum în uz înseamnând lustragiu.
Pentru rotagoniștii filmului, micuții Rinaldo Smordoni și Franco Interlenghi cei doi băieți, luați literalmente de pe stradă, a fost prima experiență în fața camerei. Pentru Interlenghi a fost și începutul unei cariere de actorie îndelungată în lumea cinematografiei.

## Distribuție
- Franco Interlenghi – Pasquale Maggi
- Rinaldo Smordoni – Giuseppe Filippucci
- Annielo Mele – Raffaele
- Bruno Ortenzi – Arcangeli
- Emilio Cigoli – Staffera
- Leo Garavaglia – comisarul
- Gino Saltamerenda – "Panza"
- Anna Pedoni – Nannarella
- Enrico Da Silva – Giorgio
- Maria Campi – ghicitoarea
- Mario Volpicelli – directorul închisori
- Antonio Nicotra – gardianul
- Claudio Ermelli – infirmiera
- Peppino Spadaro – avocatul
- Angelo D'Amico – sicilianul
- Pacifico Astrologo – Vittorio
- Francesco De Nicola – Ciriola
- Antonio Lo Nigro – Righetto
- Antonio Carlino – abruzzese
- Irene Smordoni – mama lui Giuseppe
- Leonardo Bragaglia – băiatul

## Premii și nominalizări
- 1946:  Nastro d'argento
  - Cea mai bună regie lui Vittorio De Sica[2]
- 1947: Premiile Oscar
  - Cel mai bun film străin
  - Nominalizare la Cel mai bun scenariu original pentru Sergio Amidei, Adolfo Franci, C. G. Viola și Cesare Zavattini